# Gabardini G.8
Gabardini G.8 là một loại máy bay tiêm kích/huấn luyện của Ý, do Gabardini chế tạo năm 1923.

## Biến thể
G.8 trainer
G.8 fighter
G.8bis

## Quốc gia sử dụng
Ý

## Tính năng kỹ chiến thuật (tiêm kích G.8)
Đặc tính tổng quan
- Kíp lái: 1
- Chiều dài: 5,55 m (18 ft 3 in)
- Sải cánh: 8,34 m (27 ft 4 in)
- Chiều cao: 2,8 m (9 ft 2 in)
- Diện tích cánh: 22,06 m2 (237,5 foot vuông)
- Trọng lượng rỗng: 580 kg (1.279 lb)
- Trọng lượng có tải: 780 kg (1.720 lb)
- Động cơ: 1 × Hispano-Suiza 8A , 149 kW (200 hp)

Hiệu suất bay
- Vận tốc cực đại: 206 km/h (128 mph; 111 kn)
- Vận tốc lên cao: 5,2 m/s (1.020 ft/min)
- Thời gian lên độ cao: 1,000 m (3 ft) trong 3 phút 12 giây

Vũ khí trang bị

- Súng: 2 × Súng máy Vickers 7,7-mm (0.303-in)